# 珍珠清真寺 (拉合尔)
珍珠清真寺（Moti Masjid，旁遮普语）是拉合尔堡内的一座17世纪小型清真寺，位于巴基斯坦旁遮普省拉合尔。这是一座白色大理石建筑，由莫卧儿帝国皇帝贾汉吉尔兴建，沙贾汉的建筑师改建 。
珍珠清真寺是他扩建拉合尔堡的杰作之一（还包括镜宫（Sheesh Mahal）和 Naulakha pavilion）。 珍珠清真寺位于拉合尔堡的西侧，靠近正门阿拉姆吉尔门（Alamgiri Gate）。